# Lucjan Piela
Lucjan Piela (ur. 2 stycznia 1943 w Sokołowie Małopolskim) – polski chemik, profesor nauk chemicznych, wykładowca akademicki.

## Życiorys
W 1960 ukończył I Liceum Ogólnokształcące im. ks. Stanisława Konarskiego w Rzeszowie, a w 1965 studia na Wydziale Chemii Uniwersytetu Warszawskiego. W 1970 uzyskał stopień doktora nauk chemicznych, jego promotorem był profesor Włodzimierz Kołos. Następnie został doktorem habilitowanym, zaś w 1988 otrzymał tytuł profesorski w zakresie nauk chemicznych. Zawodowo związany głównie z Uniwersytetem Warszawskim, od 1976 był docentem, a w 1989 został profesorem zwyczajnym na Wydziale Chemii tej uczelni (w Pracowni Chemii Kwantowej Zakładu Chemii Teoretycznej i Krystalografii). Pracował naukowo w Centre Européen de Calcul Atomique et Moléculaire, na Facultés Universitaires Notre-Dame-de-la-Paix oraz na Cornell University.
Specjalizuje się w zakresie chemii kwantowej i teoretycznej. Prowadził badania w zagadnieniach sił dalekiego zasięgu w regularnych polimerach oraz problematyce globalnego minimum w matematyce. Jest autorem książki Idee chemii kwantowej (Wydawnictwo Naukowe PWN, Warszawa 2003).
Od 2001 członek zagraniczny Belgijskiej Akademii Królewskiej, a od 2004 Europejskiej Akademii Nauk. W 2012 został członkiem prezydium komitetu naukowego Konferencji Smoleńskiej poświęconej badaniom katastrofy polskiego Tu-154 w Smoleńsku. Był członkiem komitetu naukowego II i III edycji tej konferencji edycji z lat 2013, 2014. Został też członkiem Narodowej Rady Rozwoju powołanej przez prezydenta Andrzeja Dudę.

## Odznaczenia
- Krzyż Komandorski Orderu Odrodzenia Polski (2011)[10]
- Krzyż Oficerski Orderu Odrodzenia Polski (2002)[11]
- Srebrny Medal „Zasłużony dla Nauki Polskiej Sapientia et Veritas” (2023)[12]